# Dänische Fußballnationalmannschaft (U-19-Junioren)
Die dänische Fußballnationalmannschaft der U-19-Junioren ist die Auswahl dänischer Fußballspieler der Altersklasse U-19. Sie repräsentiert die Dansk Boldspil-Union auf internationaler Ebene, beispielsweise in Freundschaftsspielen gegen die Auswahlmannschaften anderer nationaler Verbände, aber auch bei der seit 2002 in dieser Altersklasse ausgetragenen Europameisterschaft. Die dänische Mannschaft konnte sich bisher zweimal eine Endrunde qualifizieren; erstmals 2024, nachdem sie zuvor 18-mal in Folge an der Qualifikation gescheitert war.

## Teilnahme an U-19-Europameisterschaften
- 2002: nicht qualifiziert (in der 1. Runde gescheitert)
- 2003: nicht qualifiziert (in der Eliterunde gescheitert)
- 2004: nicht qualifiziert (in der Eliterunde gescheitert)
- 2005: nicht qualifiziert (in der Eliterunde gescheitert)
- 2006: nicht qualifiziert (in der Eliterunde gescheitert)
- 2007: nicht qualifiziert (in der Eliterunde gescheitert)
- 2008: nicht qualifiziert (in der 1. Runde gescheitert)
- 2009: nicht qualifiziert (in der Eliterunde gescheitert)
- 2010: nicht qualifiziert (in der Eliterunde gescheitert)
- 2011: nicht qualifiziert (in der 1. Runde gescheitert)
- 2012: nicht qualifiziert (in der Eliterunde gescheitert)
- 2013: nicht qualifiziert (in der Eliterunde gescheitert)
- 2014: nicht qualifiziert (in der Eliterunde gescheitert)
- 2015: nicht qualifiziert (in der Eliterunde gescheitert)
- 2016: nicht qualifiziert (in der Eliterunde gescheitert)
- 2017: nicht qualifiziert (in der 1. Runde gescheitert)
- 2018: nicht qualifiziert (in der Eliterunde gescheitert)
- 2019: nicht qualifiziert (in der Eliterunde gescheitert)
- 2020: für die Eliterunde qualifiziert, diese und das Turnier dann abgesagt
- 2022: nicht qualifiziert (in der Eliterunde gescheitert)
- 2023: nicht qualifiziert (in der Eliterunde gescheitert)
- 2024:  Gruppenphase
- 2025: qualifiziert

| Bilanz     | Bilanz | Bilanz | Bilanz | Bilanz      | Bilanz | Bilanz    | Bilanz       |
| Runde      | Spiele | Siege  | Remis  | Niederlagen | Tore   | Gegentore | Tordifferenz |
| ---------- | ------ | ------ | ------ | ----------- | ------ | --------- | ------------ |
| 1. Runde   | 060    | 36     | 12     | 12          | 112    | 49        | 063          |
| Eliterunde | 044    | 11     | 08     | 25          | 068    | 84        | −16          |
| Gesamt     | 104    | 47     | 20     | 37          | 180    | 133       | 047          |